# Lijst van hertogen van Sleeswijk
Dit is een lijst van de hertogen van Sleeswijk (ook Zuid-Jutland).

## De eerste hertogen en Jarle
- 1058-1095: Olaf I Hunger, koning van Denemarken
- 1119-1130: Knoet Lavard
- 1130-1134: Magnus, koning van Zweden
- ca 1150: Waldemar I de Grote, koning van Denemarken
- tot 1173: Christoffel
- 1182-1202: Waldemar II de Overwinnaar, koning van Denemarken
- 1206-1215: Waldemar
- 1218-1231: Erik

## Abelslægten
(Duits: Abellinie; Deens: Abelslægten)
- 1232-1252: Abel, koning van Denemarken
- 1252-1257: Waldemar III
- 1257-1272: Erik I
- 1272-1312: Waldemar IV
- 1312-1325: Erik II
- 1325-1326: Waldemar V
- 1326-1329: Gerard II de Grote
- 1330-1365: Waldemar V
- 1365-1375: Hendrik

## Huis Schauenburg
- 1375-1382: Hendrik de IJzeren en Nicolaas
- 1382-1404: Gerard III
- 1404-1427: Hendrik III
- 1427-1459: Adolf I

## Huis Oldenburg
(Duits: Oldenburg; Deens: Oldenborg)
- 1460-1481: Christiaan I, koning van Denemarken
- 1481-1533: Frederik I, koning van Denemarken
- 1533-1544: Christiaan III, koning van Denemarken

## Huis Sleeswijk-Holstein-Gottorf
(Duits: Schleswig-Holstein-Gottorf; Deens: Slesvig-Holsten-Gottorp)
- 1544-1586: Adolf, zoon van Frederik I van Denemarken
- 1586-1587: Frederik II
- 1587-1590: Filips
- 1590-1616: Johan Adolf
- 1616-1659: Frederik III
- 1659-1694: Christiaan Albrecht
- 1694-1702: Frederik IV
- 1702-1713: Karel Frederik

## Huis Oldenburg
- 1544-1559: Christiaan III, koning van Denemarken
- 1559-1588: Frederik II, koning van Denemarken
- 1588-1648: Christiaan IV, koning van Denemarken
- 1648-1670: Frederik III, koning van Denemarken
- 1670-1699: Christiaan V, koning van Denemarken
- 1713-1730: Frederik IV, koning van Denemarken
- 1730-1746: Christiaan VI, koning van Denemarken
- 1746-1766: Frederik V, koning van Denemarken
- 1766-1808: Christiaan VII, koning van Denemarken
- 1808-1839: Frederik VI, koning van Denemarken
- 1839-1848: Christiaan VIII, koning van Denemarken
- 1848-1863: Frederik VII, koning van Denemarken
- 1863-1864: Christiaan IX, koning van Denemarken